# Vulturu, Tulcea
Vulturu este un sat în comuna Maliuc din județul Tulcea, Dobrogea, România.